# Florenci II d'Holanda
Florenci II d'Holanda anomenat el gros,(Vlaardingen cap a 1085 - 2 de març de 1122), va ser comte d'Holanda des 1091 a 1122. Era fill de  Teodoric V, comte d'Holanda, i de Otelindis de Saxònia.

## Història
Va acabar amb el conflicte amb els bisbes d'Utrecht que havia mantingut el seu pare Teodoric V i s'entend en el context de la  querella de les Investidures, una lluita de poder entre el papa i l'emperador del Sacre Imperi Romanogermànic. El 1101, va adquirir les terres a la vora del Rin. Florenci II va concloïr un tractat amb l'emperador  Enric V, qui volia arrabassar les  illes zelandeses al comte de Flandes. Florenci a canvi del suport logístic que ell li subministraria, hauria d'adquirir aquestes illes que l'emperador havia promès cedir-li.
S'ignora si aquesta guerra va tenir lloc i, per tant, si les condicions del tractat van ser complertes. Sembla que Florenci va posseir aquestes illes en feu del comte de Flandes, fill i successor de  Robert el Frisó; conjectura fundada en que, alguns anys més tard, la història ens representa a  Florenci III, net de Florencio II, com a vassall del comte de Flandes.

## Qualitats personals
El 1112, Florenci va tenir una disputa particular amb un noble frisó anomenat Galama. Va succeir que estant de caça Florenci al bosc de Kreil, li va robar tres gossos a Galama. Aquest va jurar venjar-se si no se li eren retornats. Algun temps després Galama es va trobar amb el comte en una cacera i li va reclamar una indemnització pels cans; per tota resposta Florenci li va retreure la seva insolència i el noble frisó va treure l'espasa i va ferir Florenci en un braç. Gamala va ser abatut per la gent del comte i va pagar amb la seva vida haver-se enfrontat al seu senyor. Florenci va adquirir una ben guanyada reputació de príncep violent i avar.
Rodolf, abat de Sant Truyn, descriu d'una manera tan singular com ingènua l'avarícia del comte: «Vaig ser forçat, per atraure el ric i gros Florenci d'Holanda a Utrech, a servir-me de cordons de plata i emprar un martell del mateix metall per estovar el dur cap del bisbe Bucard». Conrad d'Utrecht predecessor de Bucard havia arrabassat una església que pertanyia a l'abadia de Sant Truyn. Florenci que era protector (advocatus) d'aquesta església es va comprometre, a sol·licitud de l'abat, a arrencar-la de les mans de l'usurpador; però no ho va fer, i això després d'haver extorsionat amb fortes sumes a Bucard.
Sigui com sigui, la història ens presenta a Florenci II com un governant molt superior als seus predecessors, per les seves altres qualitats personals, als quals avantatjava en poder i autoritat. Va morir el 2 de març de 1122.

## Matrimoni i descendència
Es va casar cap a 1113 amb Peronella de Lorena (1086 - 1144), filla de Teodoric II de Lorena, i d'Edwige de Formbach. Gertruda va canviar el seu nom per Peronella, derivat de Pere, per mostrar la seva fidelitat a la Santa Seu. Peronella era cunyada del que després va ser emperador  Lotari II.
Florenci II va ser el quart comte d'Holanda que es va aliar amb la casa de Saxònia. Es pot dir que aquestes dues dinasties eren enemigues dels emperadors i buscaven, per mitjà dels matrimonis, lliurar-se més fàcilment del jou de dependència que pretenia imposar-los aquests sobirans.
Florenci i Peronella van tenir tres fills i una filla:
- Teodoric VI (1114 - 1157), comte d'Holanda.
- Florenci el Negre (? - 1132), mort en una revolta contra el seu germà.
- Simó, canonge a Utrecht (1131-1147).
- Edwige (? - 1132), monja.